# Alba Iulia
Alba Iulia (starorum. Bălgrad; węg. Gyulafehérvár; łac. Alba Iulia, Apulum; niem. Weißenburg, od 1711 Karlsburg; polska nazwa nieodmienna) – miasto w Siedmiogrodzie (Rumunia), stolica okręgu Alba. Leży nad Maruszą. Liczy 63 536 mieszkańców (2011).
W mieście znajduje się stacja kolejowa Alba Iulia.

## Historia
Miasto było ważnym centrum politycznym, ekonomicznym i społecznym Dacji. Pod nazwą Apulon zostało wspomniane przez starożytnego greckiego geografa, Ptolemeusza. Gdy południowa część Dacji stała się częścią Imperium rzymskiego, miasto zostało stolicą Dacji Apulensis, znane było jako Apulum. Apulum było jednym z największych centrów rzymskiej Dacji. Stacjonował tu XIII Legion.
W IX wieku miasto jest znane jako Bălgrad („Biała Cytadela”). Węgierskie źródła wspominają władcę o imieniu Geula/Gyyla/Jula, który zdobył miasto i uczynił je stolicą swojego księstwa w X wieku. Następnie ustanowiono biskupstwo katolickie Siedmiogrodu (1009) po przyjęciu chrztu przez króla Węgier – Stefana I. Pierwsza katedra została zbudowana w XI wieku. W 1442 roku Jan Hunyady, wojewoda siedmiogrodzki wykorzystał cytadelę do przygotowań do głównej bitwy z Turkami. Katedra została rozbudowana za jego czasów i stała się miejscem jego pochówku.

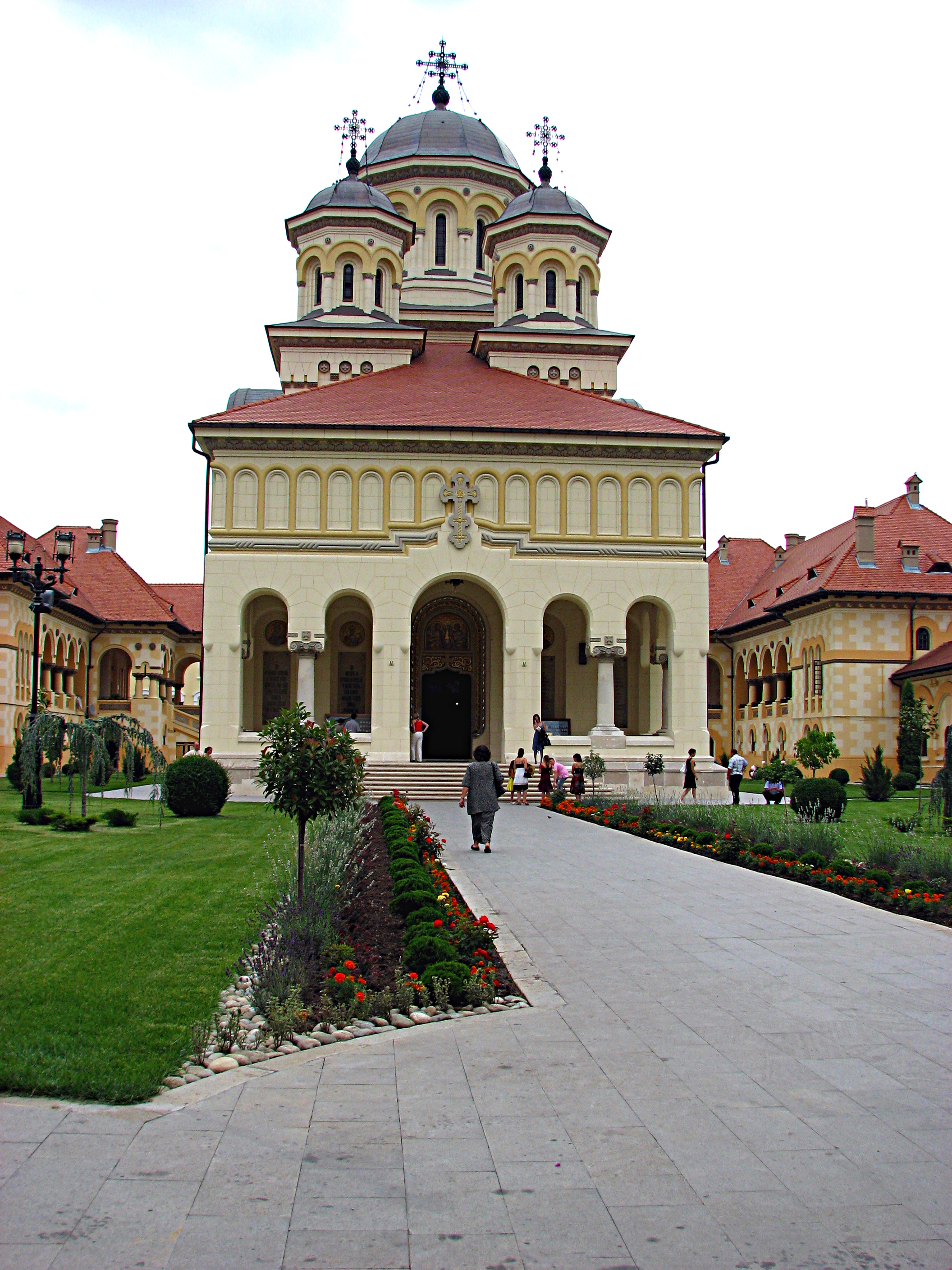
Katedra prawosławna

Jako Gyulafehérvár Alba Iulia stała się stolicą Siedmiogrodu w 1541 roku, za Jana Zápolyi oraz Izabeli Jagiellonki. Status ten utrzymała do roku 1690.
W listopadzie 1599 roku Michał Waleczny, wojewoda Wołoszczyzny wkroczył do Alba Iulia w następstwie swojego zwycięstwa w bitwie pod Șelimbărem i został władcą Siedmiogrodu. W 1600 roku Michał przejął kontrolę nad Mołdawią i rządził tymi trzema krajami do swojej śmierci w 1601 roku, zamordowany przez agentów Giorgio Basty. Osiągnięcie Michała ma historyczne znaczenie dla Rumunów, ponieważ oznacza pierwsze zjednoczenie trzech rumuńskich krajów: Wołoszczyzny, Mołdawii i Siedmiogrodu.
Podczas panowania księcia Gabriela Bethlena w mieście założono Akademię. Po pokoju karłowickim w 1699 Alba Iulia znalazła się w granicach monarchii Habsburgów. Późniejsze ważne dla rozwoju miasta wydarzenia to powstanie biblioteki w XVIII wieku oraz zbudowanie linii kolejowej w wieku XIX.

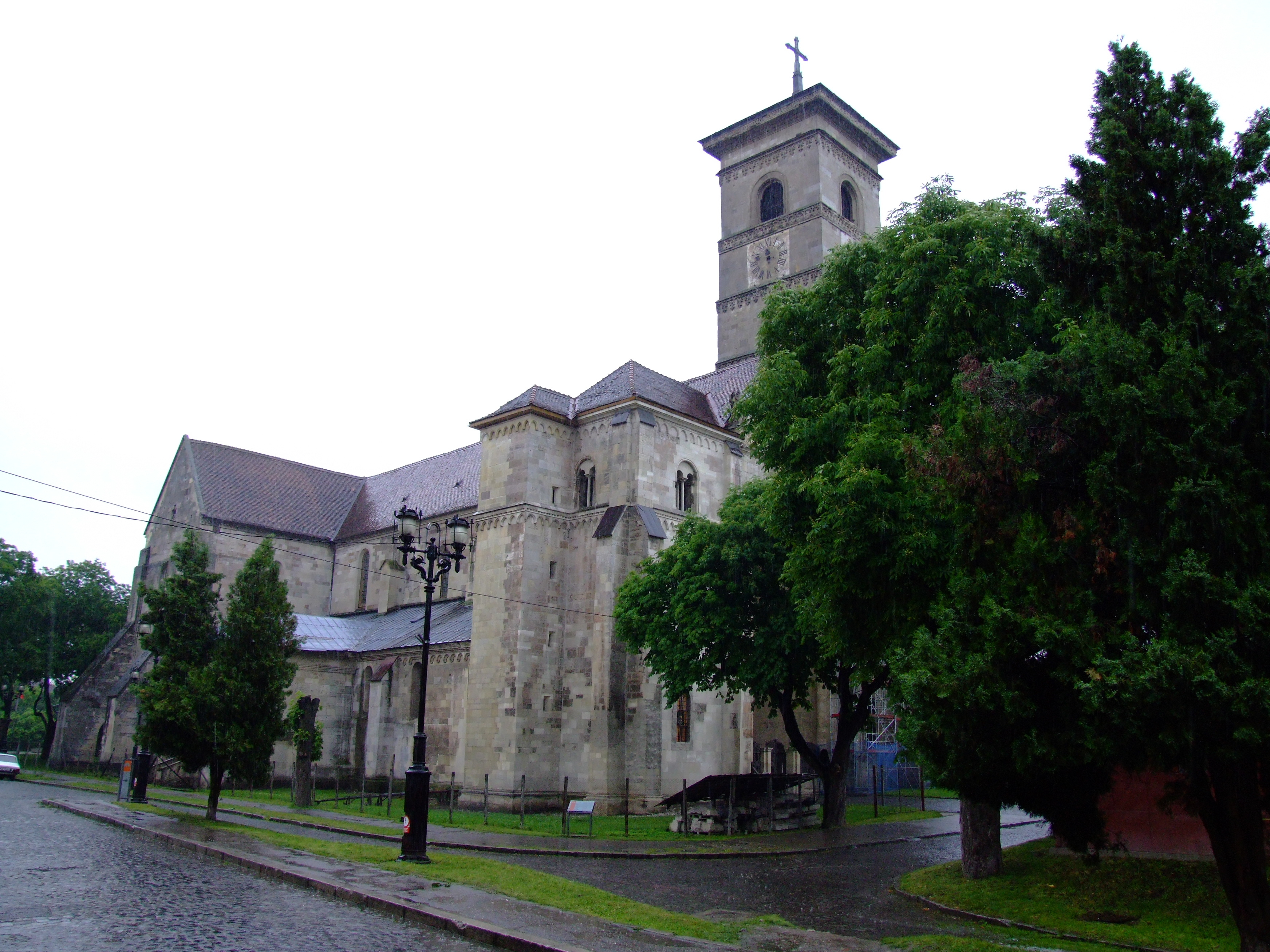
Katedra katolicka

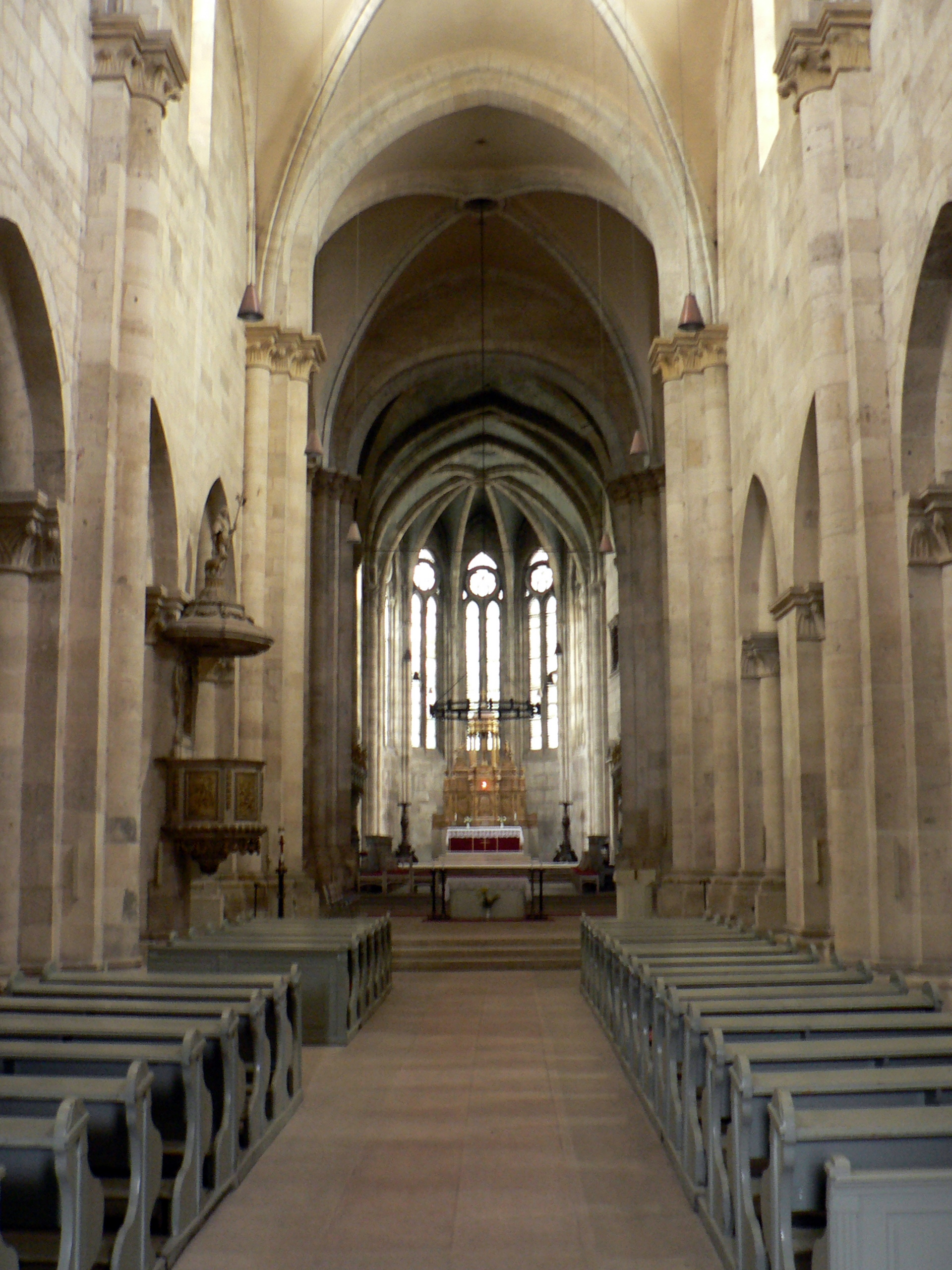
Wnętrze katedry katolickiej

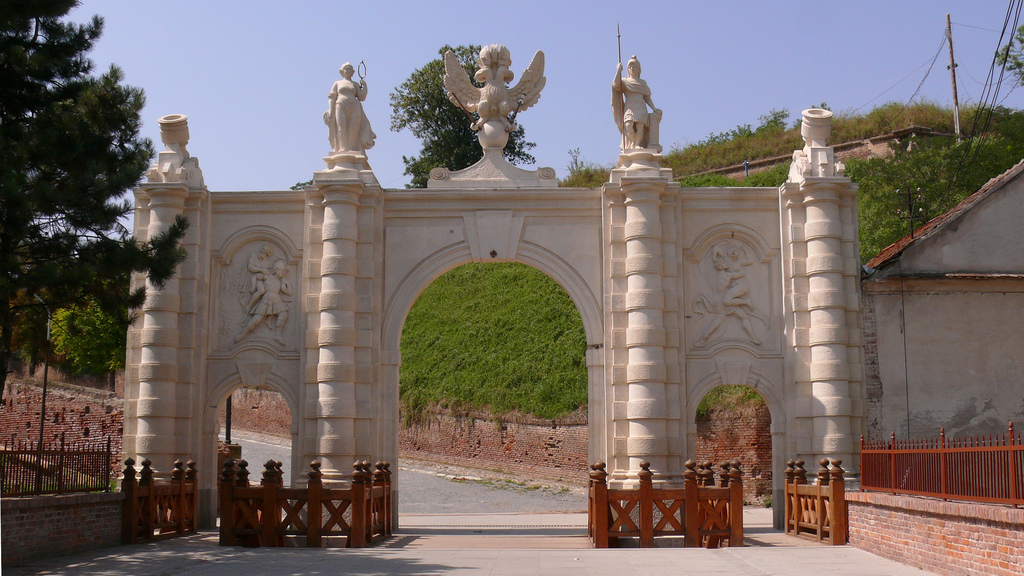
Dolna Brama Karola

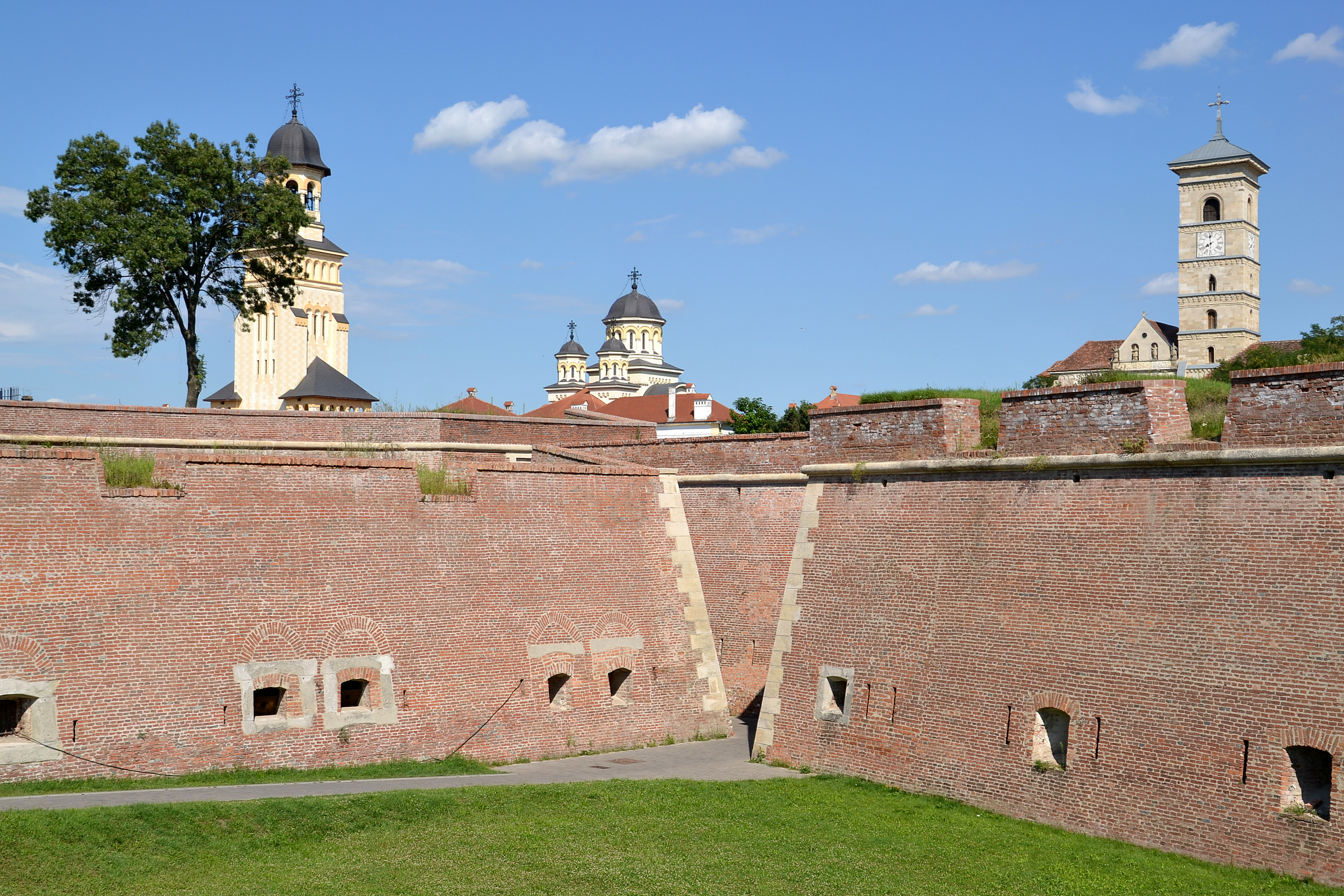
Twierdza, w tle katedra prawosławna i katolicka

W 1918 roku dziesiątki tysięcy Rumunów (dokładna liczba jest przedmiotem sporów węgierskich i rumuńskich historyków) zebrały się w Alba Iulia 1 grudnia, obchodzonego dziś jako Dzień Niepodległości Rumunii, by usłyszeć proklamację przyłączenia Siedmiogrodu do Rumunii. W 1922 roku Ferdynand I został symbolicznie ukoronowany na króla Rumunii w Alba Iulia, co stanowiło nawiązanie do dokonania Michała Walecznego.

## Gospodarka
W Alba Iulia rozwinął się przemysł maszynowy, metalowy, skórzany, obuwniczy, spożywczy oraz materiałów budowlanych.

## Zwiedzanie
Główne centrum historyczne Alba Iulia to miasto górne, rozwijane intensywnie przez cesarza Karola VI. Habsburgowie przemianowali miasto na Karlsburg dla uczczenia Karola. Zamek górnego miasta – imponujące założenie w stylu vaubanowskim – został zbudowany w latach 1716–1735, w obrębie twierdzy znajdują się m.in. dwie katedry (średniowieczna katolicka i XX-wieczna prawosławna) i Batthyaneum – biblioteka, w której znajdują się rzadkie manuskrypty, zbudowana w 1794.

### Katedra św. Michała
Pierwszą świątynią na miejscu dzisiejszej katedry była murowana rotunda wzniesiona zapewne w X w. Ta została zastąpiona w XI w. przez murowaną romańską bazylikę, która została zniszczona podczas najazdu mongolskiego w 1241. Po tej katastrofie, w drugiej połowie XIII w. zbudowano obecną, późnoromańską (z elementami gotyku) katedrę. W XIV w. dokonano jej pierwszej przebudowy, wznoszono też jeszcze wieżę (ukończoną ostatecznie w XVII w.) oraz niewielki szczyt fasady zachodniej (XVIII w.). W XVI i XVII w. katedra znajdowała się w rękach protestanckich (katolicy odzyskali ją po pokoju karłowickim).
Katedra jest jednym z najcenniejszych zabytków Siedmiogrodu. Została zbudowana na planie krzyża łacińskiego, jako trójnawowa bazylika z transeptem. Zachodnia fasada posiada tylko jedną wieżę, południową (północnej nie wybudowano). Od północy przylega do kościoła renesansowa kaplica Lazoniusa z początku XVI w. Patrona świątyni przedstawia płaskorzeźba romańska z XIII w. W południowej nawie świątyni znajdują się groby przedstawicieli wybitnego węgierskiego rodu Hunyadych, m.in. Jánosa Hunyadyego, wojewody siedmiogrodzkiego, oraz jego syna Władysława. W kaplicy Królewskiej znajdują się nagrobki Izabeli, córki Zygmunta Starego, oraz jej syna Jana Zygmunta Zapolyi, księcia siedmiogrodzkiego.

## Demografia
Skład etniczny według spisu z 2011 r.
- Rumuni: 55 671 (87,62 %)
- Romowie: 1119 (1,76 %)
- Węgrzy: 1010 (1,59 %)
- Niemcy: 115 (0,181 %)
- Włosi: 38 (0,060 %)
- Żydzi: 19 (0,030 %)
- Turcy: 13 (0,020 %)
- Rosjanie: 9 (0,014 %)
- Czangowie: 7 (0,011 %)
- Grecy: 6 (0,009 %)
- nieokreślona przynależność: 5490 (8,64 %)

W 1850 r. mieście żyło 5408 mieszkańców, w tym 2530 Rumunów (46,78%), 1009 Węgrów (18,67%), 748 Niemców / Sasów Siedmiogrodzkich (13,83%) i 1121 (20,73%) było innej narodowości.
W 1891 r. miasto liczyło 8167 mieszkańców, w tym 3482 Węgrów (42,63%), 3426 Rumunów (41,94%) i 867 Niemców/Saksonów siedmiogrodzkich (10,62%). 
Do 1910 roku liczba ludności wzrosła do 11 616 osób. Wśród nich 5226 było Węgrami (45%), 5170 Rumunów (44,51%) i 792 Niemców/Saksonów Siedmiogrodzkich (6,82%).

## Miasta partnerskie
- Biała Podlaska, Polska,
- Arnsberg, Niemcy
- Székesfehérvár, Węgry
- Ejo, Grecja
- Alcalá de Henares, Hiszpania
- Sliwen, Bułgaria
- Düzce, Turcja
- San Benedetto del Tronto, Włochy
- Nof ha-Galil, Izrael
- Varese, Włochy
- Alessandria, Włochy